# Sašo Grajf
Sašo Grajf, slovenski biatlonec in trener, * 25. junij 1965, Maribor.
Grajf je za SFRJ nastopil na Zimskih olimpijskih igrah 1984 v Sarajevu ter na Zimskih olimpijskih igrah 1988 v Calgaryju. Za Slovenijo je po razpadu Jugoslavije nastopil na Zimskih olimpijskih igrah 1992 v Albertvillu, 1998 v Naganu in 2002 v Salt Lake Cityju.
Po končani kerieri je postal strelski trener slovenske biatlonske reprezentance.